# 王次多
王次多（？—402年），自称是太原郡晋阳县（今山西省太原市）人，西燕、后燕、北魏、后秦官员。

## 生平
中兴九年（394年）二月，燕武成帝慕容垂率领军队进攻西燕，西燕皇帝慕容永听说后，部署军队分路拒守，在台壁聚集粮食，派遣侄子征东将军慕容小逸豆归、镇东将军王次多、右将军勒马驹率领一万多人守卫台壁。五月，后燕军队攻至台壁，慕容永派遣堂兄太尉慕容大逸豆归救援，后燕将军平规击败了慕容大逸豆归的援军。慕容小逸豆归出兵与后燕军队交战，后燕辽西王慕容农又将慕容小逸豆归击败，斩杀勒马驹，俘虏王次多，围困台壁。之后王次多归附后燕。永康二年三月壬子（397年4月27日）夜，燕惠愍帝慕容宝率领妻子儿女以及兄弟族人数千骑兵北逃离中山郡，后燕将军李沈、王次多、张超、贾规向北魏投降。之后王次多又背叛北魏归顺后秦，出任使持节、并肆二州诸军事、车骑大将军、并肆二州刺史，封安昌公，北魏黄门侍郎晁懿的家奴向魏道武帝拓跋珪告发晁懿和晁懿的哥哥晁崇与投降后秦的王次多私下来往，招引姚兴。弘始四年（402年）冬十月，后秦在柴壁之战战败，北魏俘虏了叛臣王次多和靳勒，将他们斩首示众。

## 家庭

### 儿子
- 王惠，北魏文成帝时内行内小、槃阳镇将、北平公[3]

### 孙子
- 王老生，北魏抚军将军、银青光禄大夫、祝阿县开国子[3]